# Luca Toso (atleta)
Luca Toso (Tavagnacco, 15 febbraio 1964) è un ex altista italiano.
È ex primatista italiano del salto in alto con la misura di 2,32 m (stabilita il 21 luglio 1988 a Torino).

## Biografia
Vanta nel suo curriculum 3 titoli italiani (1982 e 1988 outdoor e 1992 indoor) e due medaglie d'argento ai Giochi del Mediterraneo. Ha partecipato a due Universiadi (1987 e 1989).

## Palmarès
- Giochi olimpici            Seoul 88 finalista mt.2.25 class.13º
- Campionati del Mondo      Helsinki 83 finalista mt.2.26 class.10º
- Campionati del Mondo Roma 87 el.q. m 2.24
- Campionati del Mondo (ind.) Parigi 85 finalista m 2.24 class.10º
- Campionati Europei         Spalato 90 finalista m 2.28 class. 8º
- Campionati Europei   (ind.) Genova 92 finalista m 2.20 class.10º
- Campionati Europei Junior Swechat 83 finalista m 2.21 class. 4º
- Giochi del Mediterraneo    Casablanca 83 m 2.17 class. 4º
- Giochi del Mediterraneo Latakia 87 m 2.24 class. 2º
- Giochi del Mediterraneo Atene 91 m 2,26 class. 2º
- Universiadi Zagabria 87 m 2.24 class. 8º
- Universiadi Duisburg 89 m 2.21 class. 7º
- Sei Nazioni Parigi 91 m 2.24 class. 1º
- Golden Gala Roma 96 m 2.25 class. 4º